# Bentiu
Bentiu é uma cidade sul-sudanesa, capital do estado de al-Wahda. Bentiu está localizada no Condado de Rubkona, no norte do país, próxima à fronteira internacional com a República do Sudão. Esta cidade fica a cerca de 654 km, por estrada, a noroeste de Juba, a capital e maior cidade do país. Em 2006, Bentiu possuía uma população de, aproximadamente, 7.700 habitantes. É ligada por uma ponte com a cidade de Rubkona.